# Ascidia aximensis
Ascidia aximensis är en sjöpungsart som beskrevs av C.S. Millar 1953. Ascidia aximensis ingår i släktet Ascidia och familjen Ascidiidae. Inga underarter finns listade i Catalogue of Life.